# 타니샤 무케르지
타니샤 무케르지(힌디어: तनिशा मुखर्जी, 영어: Tanishaa Mukerji, 1978년 3월 3일 ~ )는 인도의 배우이다. 영화 감독 쇼무 무케르지와 배우 타누자 사마르트의 딸이다.

## 같이 보기
- 인도 영화 배우 목록